# 普羅沃-奧勒姆都會區
普羅沃-奧勒姆都會區（英語：Provo–Orem metropolitan area），美国行政管理和预算局定義為猶他州普羅沃-奧勒姆都會統計區（Provo-Orem, UT Metropolitan Statistical Area），為涵蓋犹他州贾布县與猶他縣與等兩個縣份的都會區，核心城市為普罗沃與奥勒姆。根據2010年美國人口普查，此都會區內的人口有526,810人。2015年美国人口调查局估計此區有585,799人。

## 都會區範圍

### 縣份
- 贾布县
- 猶他縣

### 聚居地
- 阿尔派
- 亚美利加福克
- 本傑明（英语：Benjamin, Utah）（普查规定居民点）
- 伯茲艾（英语：Birdseye, Utah）（非建制地區）
- 布拉夫戴尔（部分區域）
- 卡廖（英语：Callao, Utah）（非建制地區）
- 雪松堡
- 锡达希尔斯
- 德雷珀（部分區域）
- 老鹰山
- 埃爾伯塔（英语：Elberta, Utah）（普查规定居民点）
- 麋鹿岭
- 尤里卡
- 费尔菲尔德
- 杰诺拉
- 戈申
- 海兰
- 傑里科（英语：Jericho, Utah）（非建制地區）
- 朱阿布（英语：Juab, Utah）（非建制地區）
- 萊克肖爾（英语：Lake Shore, Utah）（普查规定居民点）
- 利哈伊
- 莱文
- 林顿
- 梅普尔顿
- 米爾斯（英语：Mills, Utah）（非建制地區）
- 莫纳
- 尼法
- 奥勒姆（核心城市）
- 帕爾邁拉（英语：Palmyra, Utah）（普查规定居民点）
- 帕頓（英语：Partoun, Utah）（非建制地區）
- 佩森
- 普莱森特格罗夫
- 普羅沃（核心城市）
- 岩石里奇
- 塞勒姆
- 桑塔金
- 萨拉托加温泉
- 西班牙福克
- 斯普林萊克（英语：Spring Lake, Utah）（普查规定居民点）
- 斯普林德爾（英语：Springdell, Utah）（非建制地區）
- 史普林维尔
- 特勞特克里克（英语：Trout Creek, Utah）（非建制地區）
- 温亚德
- 維維恩帕克（英语：Vivian Park, Utah）（非建制地區）
- 韋斯特芒特（英语：West Mountain, Utah）（普查规定居民点）
- 伍德兰希尔斯

## 人口統計
| 调查年 | 人口    | 备注 | %±    |
| ------ | ------- | ---- | ----- |
| 2000   | 376,774 |      | —     |
| 2010   | 526,810 |      | 39.8% |

根據2000年美國人口普查，此都會統計區人口有526,810人，住房計143,695戶，家庭計116,844個。在此區中，89.5%的居民為白人，0.5%的居民為非裔美國人，0.6%的居民為美國原住民，1.3%的居民為亞裔美國人，0.7%的居民為太平洋島裔美國人，4.6%的居民為其他種族，2.7%的居民為混血種族。此外有10.7%的居民為西班牙裔或拉丁裔美國人。
此都市統計區每戶平均收入41,986美元，每個家庭平均收入46,426美元。男性平均收入35,750美元；女性平均收入22,025美元。整體人均收入14,174美元。
根據一項調查指出，普羅沃-奧勒姆都會區內有77%的居民對其宗教信仰「非常虔誠」，為美國190個都會區當中所佔百分比最大的都會區。